# Нижньосілезька залізниця
Нижньосілезька залізниця (пол. Koleje Dolnośląskie, скорочено польською мовою KD) — польський приміський залізничний перевізник у Нижньосілезькому воєводстві, Польща.
Компанія була заснована в грудні 2007 року і повністю належить місцевим органам влади.

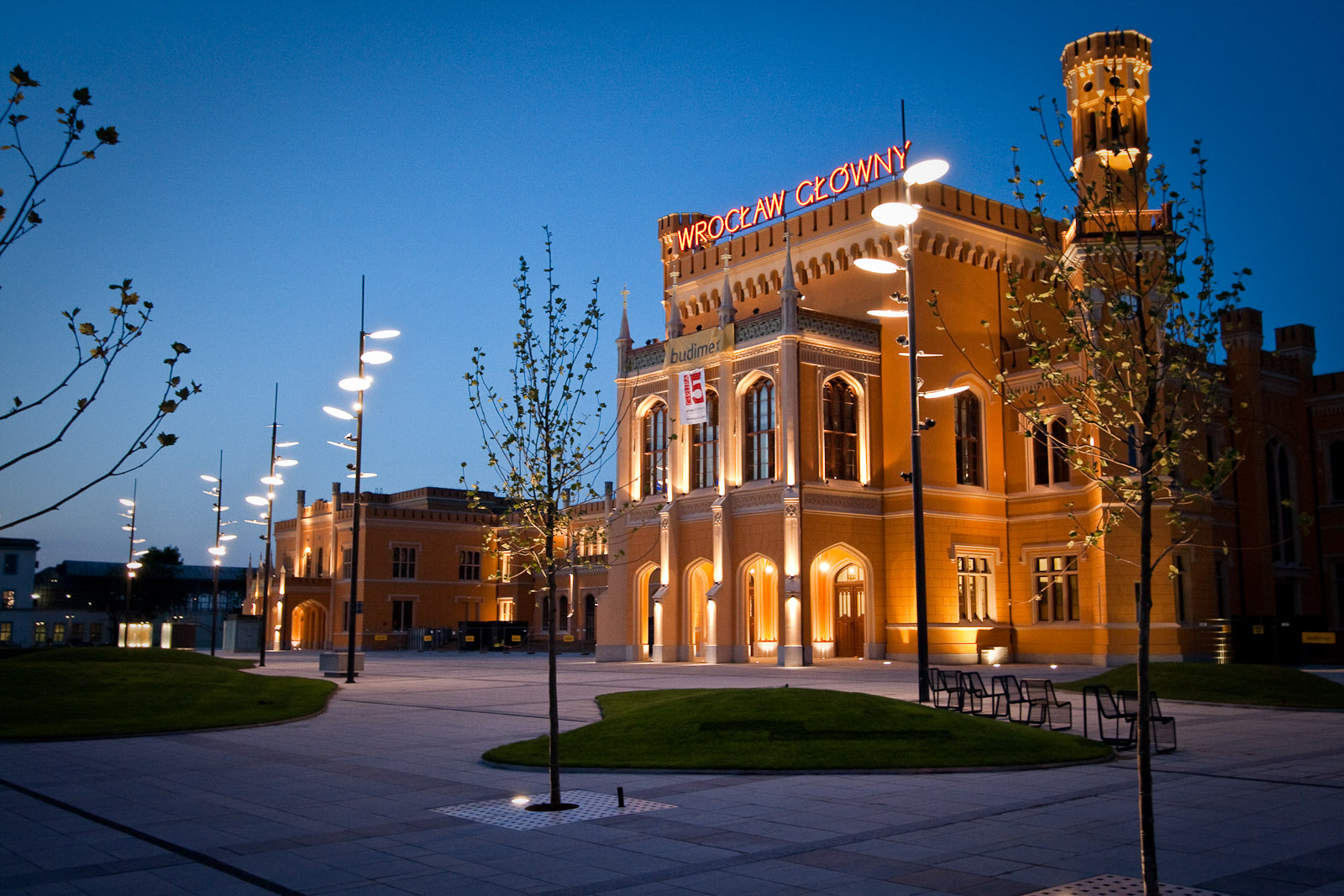
вокзал станції Вроцлав-Головний

## Категорії потягів
Єдиною категорією поїзду, якою керує KD, є місцеві пасажирські поїзди (особові).
Окрім власних квитків KD, квитки на поїзди Regio Regnese Regio приймаються на борту поїздів KD.

## Транспортні засоби
Спочатку транспортні засоби складалися з дизельних агрегатів, наданих урядом Нижньосілезького воєводства, яке раніше використовувалося Регіональним Перевізником: одне SA106, одне SA132, три SA134 та три дизельних двигуни SA135. Додаткові дизельні агрегати були придбані в 2010 році (три автомобілі SA135), 2011 рік (три автомобілі SA134) та 2015 (сучасні одиниці Pesa Link, позначені як SA139).
Нижньосілезька залізниця отрималп перший електричний блок від Регіонального Перевізника в 2013 році (це був EN57AL, який був модернізований попереднім роком). Три інші блоки класу EN57 були придбані та модернізовані за рахунок уряду воєводства. Компанія також придбала абсолютно нові електричні транспортні засоби — перші Newag Impuls (31WE) були замовлені в 2011 році 5 штук (партія). У 2014 році оператор замовив шість Impuls 36WEa; У наступному році вони замовили ще п'ять 31WE. Найбільшим замовленням в історії KD було придбання одинадцяти 45WE в 2017 році, які, коли замовлення було розміщено, були описані як «найбільш добре обладнані та зручні поїзди в країні».

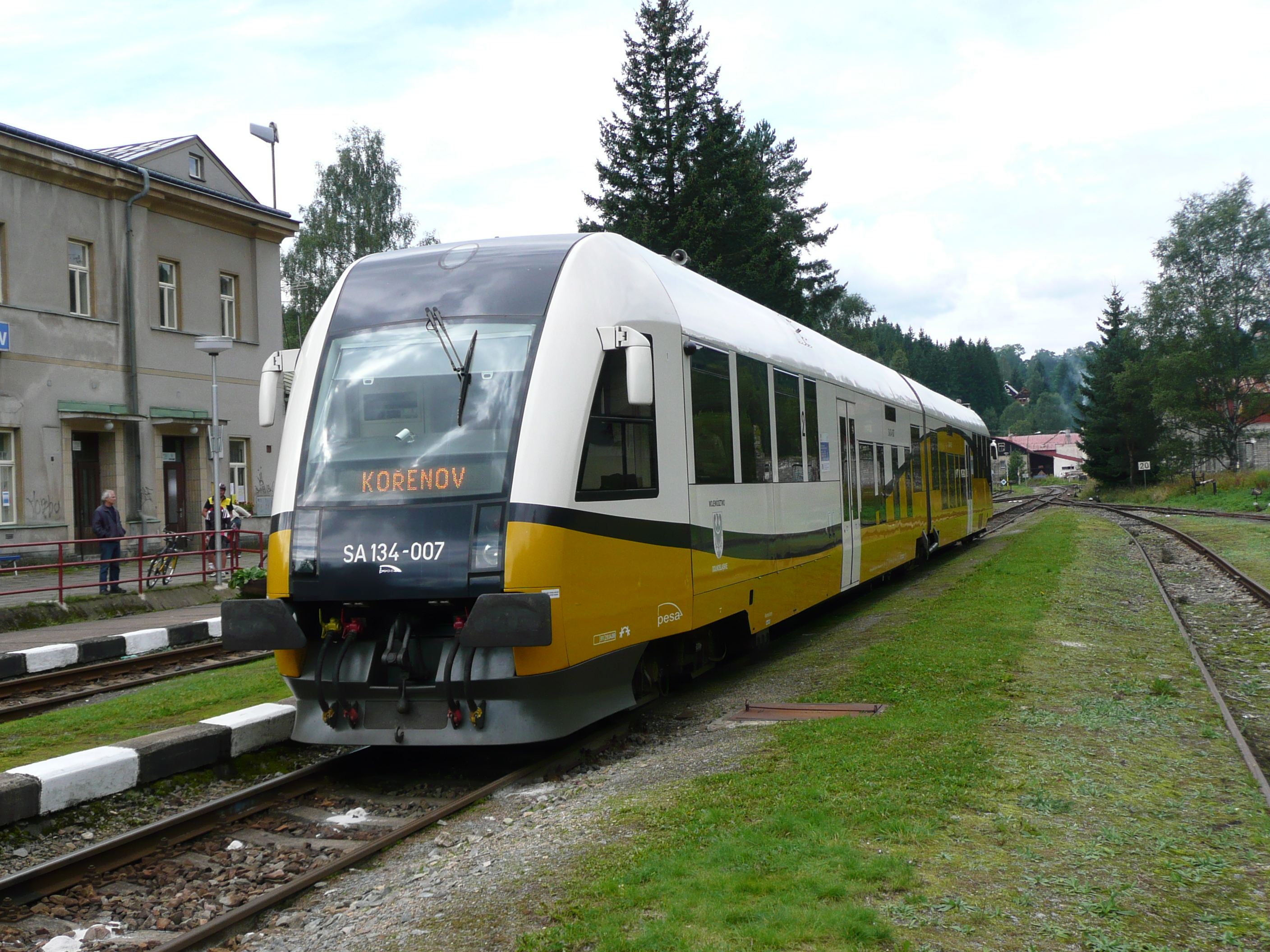
SA134-007
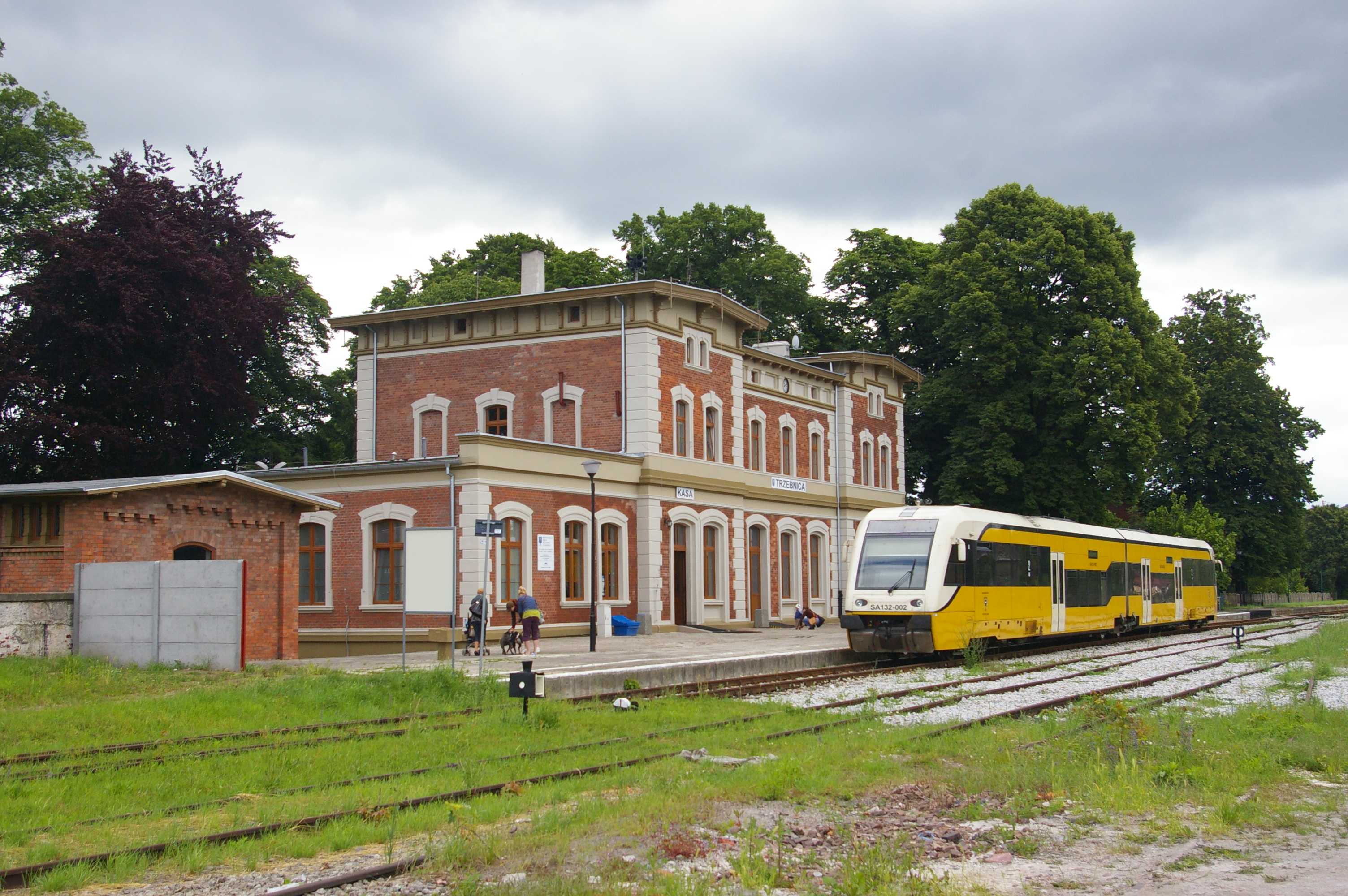
SA132 на станції Trzebnica (2010)
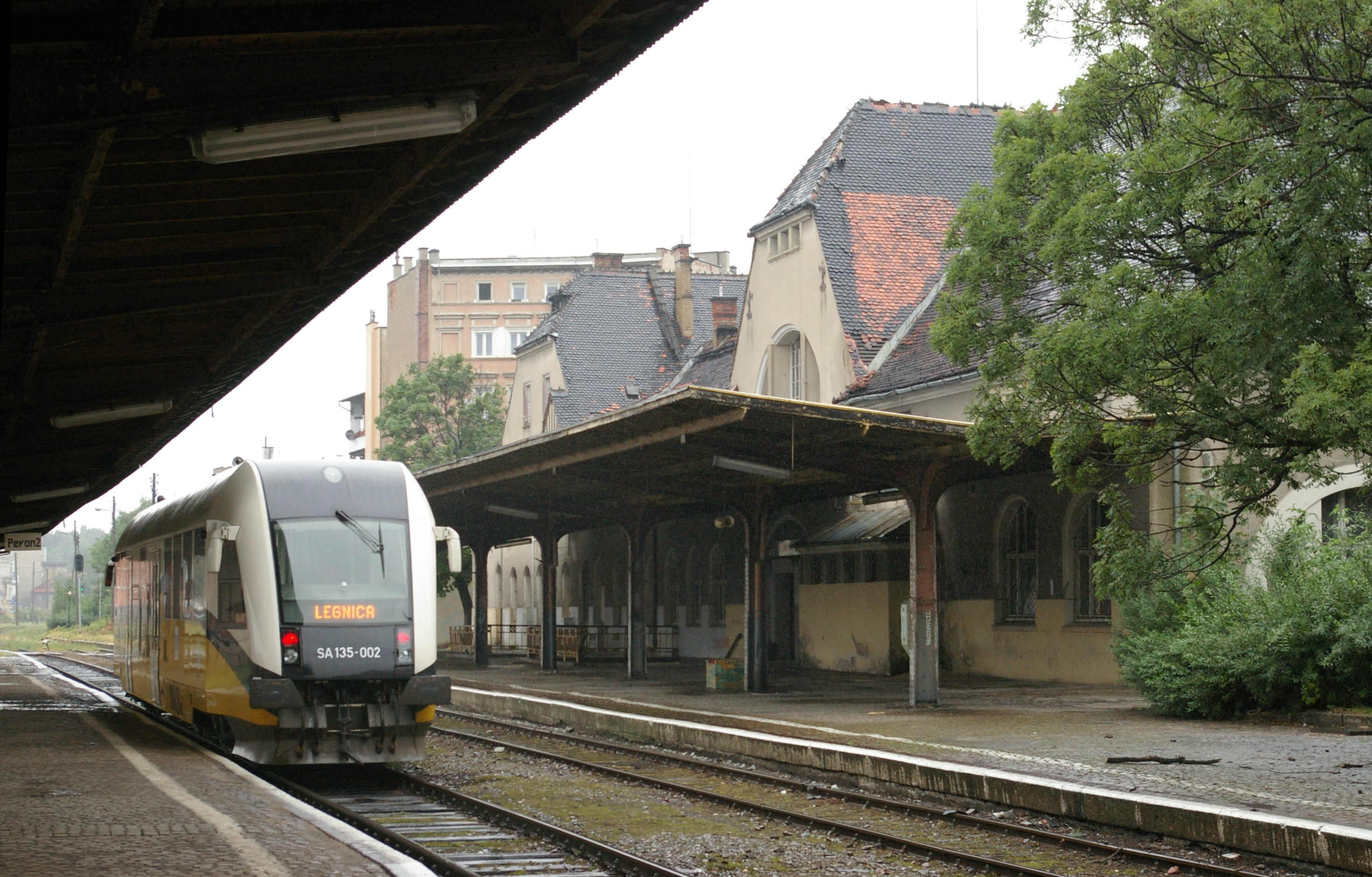
SA135 на станції Свидниця Място (2010)
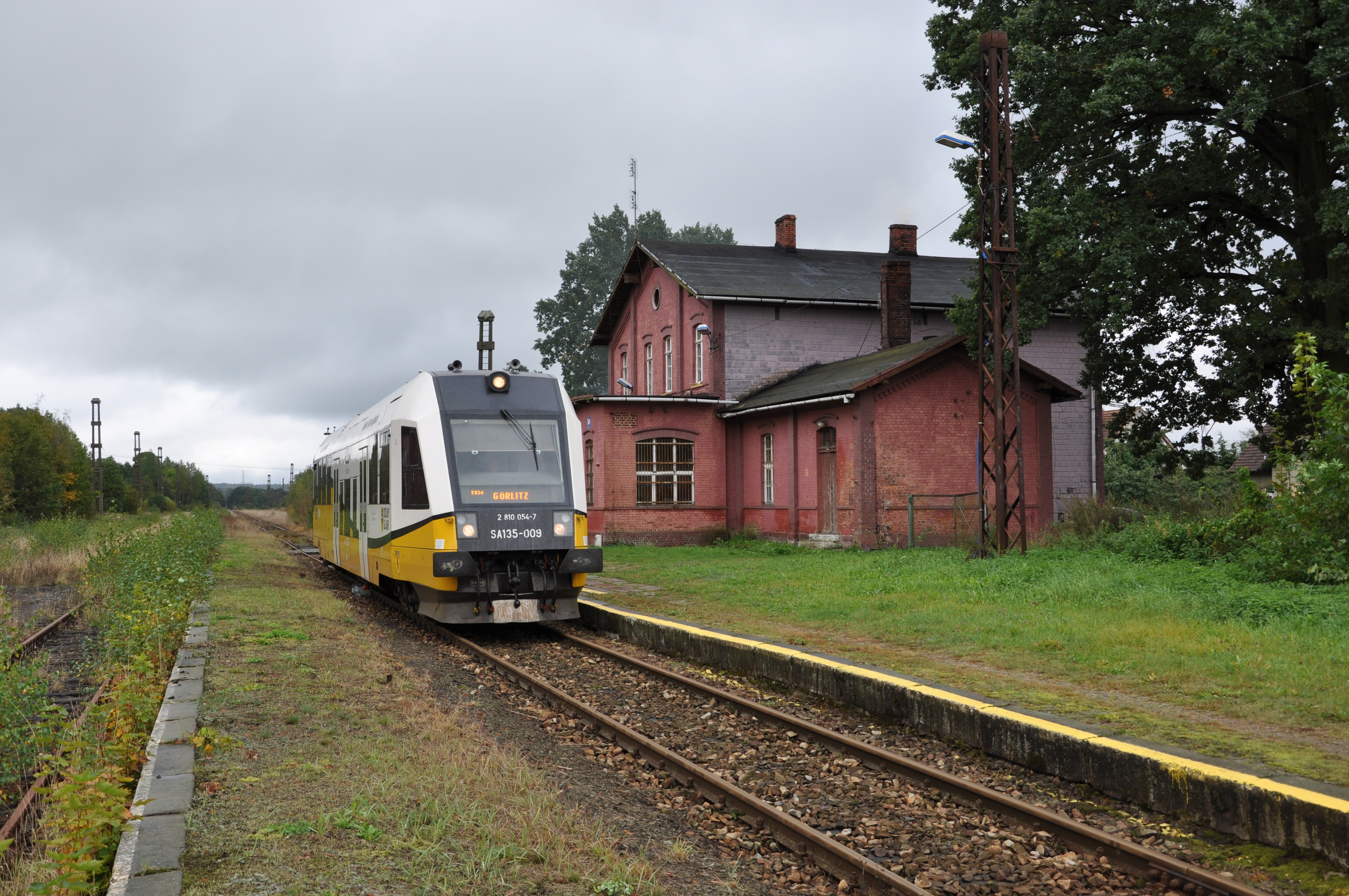
SA135 на станції Мікулова (2016)

Компанія використовує наступні транспортні засоби:
| Клас    | Зображення | Кількість у комплекті | Тип          | Найвища швидкість | Найвища швидкість | Кількість | Виробник                       | Побудовано / Ретрофіттінг |
| Клас    | Зображення | Кількість у комплекті | Тип          | км/год.           | миль/год.         | Кількість | Виробник                       | Побудовано / Ретрофіттінг |
| ------- | ---------- | --------------------- | ------------ | ----------------- | ----------------- | --------- | ------------------------------ | ------------------------- |
| SA106   |            | 1                     | Дизель-поїзд | 120               | 75                | 1         | Pesa SA                        | 2005                      |
| SA109   |            | 2                     | Дизель-поїзд | 120               | 75                | 2         | Kolzam                         | 2005                      |
| SA132   |            | 2                     | Дизель-поїзд | 120               | 75                | 1         | Pesa SA                        | 2006                      |
| SA134   |            | 2                     | Дизель-поїзд | 120               | 75                | 8         | Pesa SA, ZNTK Mińsk Mazowiecki | 2008, 2011                |
| SA135   |            | 1                     | Дизель-поїзд | 120               | 75                | 9         | Pesa SA, ZNTK Mińsk Mazowiecki | 2008, 2010–2011           |
| SA139   |            | 2                     | Дизель-поїзд | 120               | 75                | 4         | Pesa SA                        | 2015                      |
| EN57    |            | 3                     | Електропоїзд | 110               | 68                | 4         | Pafawag, ZNTK Mińsk Mazowiecki | 1988 / 2016               |
| EN57AL  |            | 3                     | Електропоїзд | 110               | 68                | 3         | Pafawag, ZNTK Mińsk Mazowiecki | 1982–1992 / 2012–2015     |
| EN57AKD |            | 3                     | Електропоїзд | 110               | 68                | 1         | Pafawag, ZNTK Mińsk Mazowiecki | 1991 / 2013               |
| 31WE    |            | 4                     | Електропоїзд | 160               | 99                | 10        | Newag                          | 2013-2015                 |
| 36WEa   |            | 3                     | Електропоїзд | 160               | 99                | 6         | Newag                          | 2014                      |
| 45WE    |            | 5                     | Електропоїзд | 160               | 99                | 11        | Newag                          | 2017                      |

## Маршрути, які обслуговують потяги KD

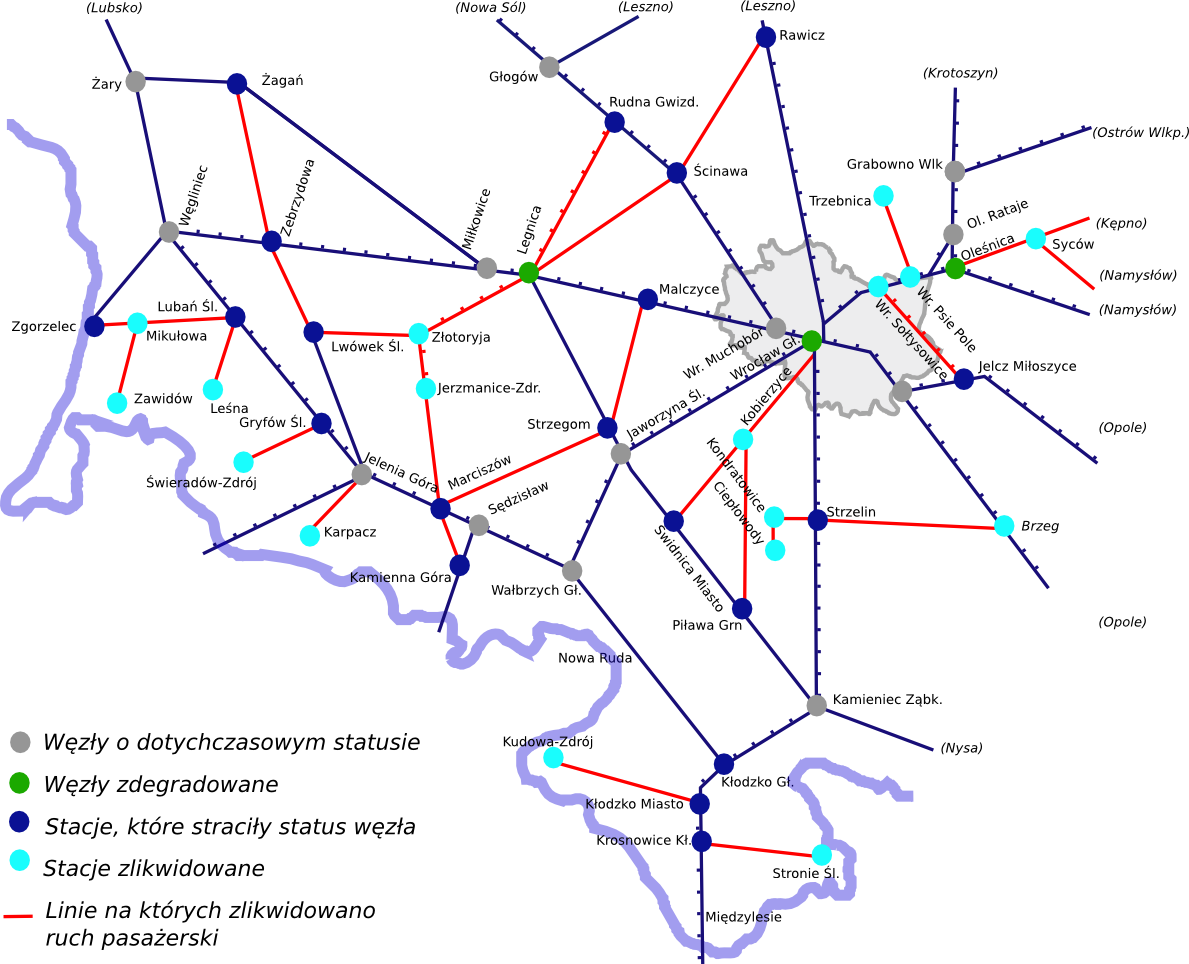
Лінії в Нижній Сілезії, на яких у 1989—2006 роках були призупинені пасажирські перевезення

Пасажирські поїзди KD працюють на наступних маршрутах:
- D1: Вроцлав — Легниця — Венґлінець — Любань
- D3: Вроцлав — Равич
- D5: Легниця — Свідниця — Каменець-Зомбковіцький — Клодзько
- D6: Вроцлав — Валбжих — Єленя-Ґура — Шклярська Поремба
- D7: Вроцлав — Єльч-Лясковіце (також у робочі дні їздить до Біскупиці-Олавські та околиці Вроцлав-Войнув)
- D8: Вроцлав — Тшебниця
- D9: Вроцлав — Стшелін — Клодзько — Мендзилесе — Ліхков (Чехія)
- D10: Вроцлав — Легниця — Венґлінець — Зґожелець — Герліц (Німеччина) — Дрезден (Німеччина)
- D15: Валбжих — Нова Руда — Клодзько
- D16: Вроцлав — Свідниця — Дзержонюв
- D19: Венґлінець — Зґожелець/Герліц (Німеччина) — Любань — Єленя-Ґура
- D21: Шклярська Поремба — Гаррахов (Чехія) — Ліберець (Чехія)
- D25: Вроцлав — Легниця — Жагань — Жари (місто) — Форст (Німеччина) (до Німеччини лише по вихідним)
- D26: Сендзіслав (Нижньосілезьке воєводство) — Каменна Ґура — Трутнов (Чехія) (лише влітку)
- D28: Вроцлав — Валбжих — Мерошув — Адршпах (Чехія) (лише влітку)
- D29: Вроцлав — Стшелін — Клодзько — Кудова-Здруй
- D99: Берлін (Німеччина) — Вроцлав

### Колишні маршрути
- Вроцлав — Волув (наразі обслуговується Регіональним Перевізником)
- Єленя-Ґура — Львувек-Шльонський — Зебжидова (наразі закрит)